# Mohamed Ali Nafkha
Mohamed Ali Nafkha (* 25. Januar 1986 in Sousse) ist ein tunesischer ehemaliger Fußballspieler.
Der Mittelfeldspieler begann seine Karriere bei Étoile Sportive du Sahel, wo er 2007 die tunesische Meisterschaft gewann. Im Dezember 2010 wurde er vom FC Zürich verpflichtet, für den er letztlich jedoch kein einziges Pflichtspiel absolvierte. Er besaß dort einen bis Juni 2014 laufenden Vertrag. 2013 kehrte er nach Tunesien zurück. Für die tunesische Nationalmannschaft absolvierte er elf Länderspiele.